# Georg Merzbach
Georg Gustav Viktor Merzbach (* 21. Juli 1868 in Magdeburg; † 16. November 1941 in Berlin) war ein deutscher Arzt und Autor.

## Leben
Merzbach, der aus einer jüdischen Familie stammte und in seiner Geburtsstadt das Königliche Wilhelms-Gymnasium besuchte, studierte ab 1891 an der Universität Würzburg Kunst- und Literaturgeschichte, wechselte dann aber zur Medizin. Das Studium der Medizin setzte er 1893 an der Friedrich-Wilhelms-Universität Berlin fort. In jenen Jahren trat Merzbach zum protestantischen Glauben über. 1895 schloss er das Studium ab, 1896 wurde er promoviert, und 1897 erreichte er seine Approbation. Merzbach eröffnete eine eigene Arztpraxis im Berliner Stadtteil Wedding. Zeitweilig war er Redakteur des Kleinen Journals für Hygiene. Er gründete die Merzbach-Stiftung, die sich um Opfer von Bühnenunfällen sorgte. Vor dem Ersten Weltkrieg zu Zeiten des Deutschen Kaiserreiches engagierte er sich in Berlin im Umfeld von Magnus Hirschfeld für die Rechte homosexueller Menschen. In den 1900er Jahren wurde Merzbach Hirschfelds Stellvertreter im Wissenschaftlich-humanitären Komitee (WhK).
Als Fachmediziner trat Merzbach in verschiedenen Gerichtsprozessen auf, wo er zugunsten homosexueller Personen Gutachten verfasste. So trat er 1907 als Gutachter im Gerichtsverfahren Moltke gegen Harden auf und ebenso im Gerichtsverfahren gegen Magnus Hirschfeld, das 1904 wegen einer Sexualumfrage unter Berliner Studenten wegen Beleidigung gegen Hirschfeld geführt wurde. Zudem war Merzbach Gutachter im Gerichtsverfahren gegen den Schriftsteller Karl M. Baer zur amtlichen Anerkennung der männlichen Geschlechtsbestimmung. Im Jahr 1913 wurde Merzbach vom Richter nicht zu einem Gerichtsverfahren gegen die Zeitschrift Anthropophytheia von Friedrich Salomon Krauss zugelassen.
Nach dem Ersten Weltkrieg widmete sich Merzbach wieder seiner Arztpraxis, die er nach Schöneberg verlegte. Hier praktizierte er bis 1932 als Arzt. Als Schriftsteller schrieb Merzbach mehrere Werke. Unter dem Pseudonym „G. v. d. Elbe“ und „Gust v. d. Elbe“ verfasste er mehrere Artikel und war Mitglied des Vereins Berliner Presse.
Merzbach starb 1941 in seiner Schöneberger Wohnung in der Barbarossastraße 23 an einem Magengeschwür.
Merzbach war mit der Schauspielerin Meta Illing verheiratet.

## Werke (Auswahl)
- Ueber Gewerbe-Exzeme. Promotion. Druck: von B. Paul, Berlin 1896.
- Homosexualität und Beruf. In: Jahrbuch für sexuelle Zwischenstufen. 4, 1902, S. 187–198.
- Die Lehre von der Homosexualität als Gemeingut wissenschaftler Erkenntnis. In: Monatsschrift für Harnkrankheiten und sexuelle Hygiene 1, 1904, S. 16–22.
- (unter dem Pseudonym Georg Back) Sexuelle Verirrungen des Menschen und der Natur. Grosses illustriertes Sammelwerk über die krankhaften Erscheinungen des Geschlechtstriebes, das echte und das Schein-Zwittertum und andere rätselhafte Erscheinungen der Natur auf sexuellem Gebiet. 2 Teile. Standard-Verlag John Pohl, Berlin o. J. (1905).
- Das Zeugungsvermögen. Marhold, Halle 1905.
- Zur Psychologie des Falles Moltke. Hölder, Leipzig/Wien 1907/08.
- Die krankhaften Erscheinungen des Geschlechtssinnes. Hölder, Wien 1909.
- Das Schönheitsbuch. Eine Gabe für die Frauen. P. Langenscheidt, Berlin 1913.